# Pestalotiopsis mayumbensis
Pestalotiopsis mayumbensis är en svampart som först beskrevs av Steyaert, och fick sitt nu gällande namn av Steyaert 1949. Pestalotiopsis mayumbensis ingår i släktet Pestalotiopsis och familjen Amphisphaeriaceae.   Inga underarter finns listade i Catalogue of Life.